# Nephrotoma martynovi
Nephrotoma martynovi är en tvåvingeart som beskrevs av Alexander 1935. Nephrotoma martynovi ingår i släktet Nephrotoma och familjen storharkrankar. Inga underarter finns listade i Catalogue of Life.